# Ghazni

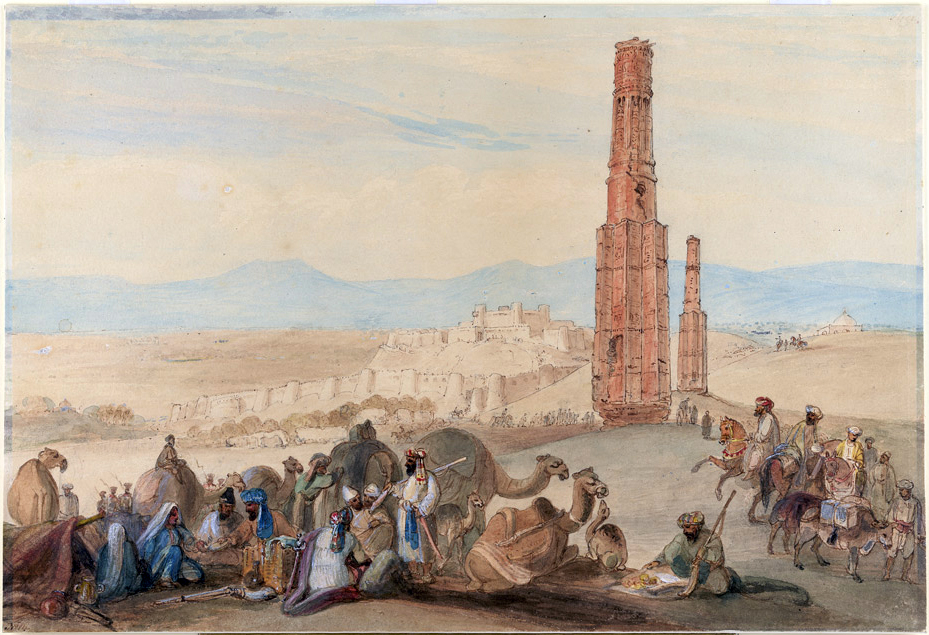
Ghazni år 1839. Målning av James Atkinson.

Ghazni (persiska: غزنی), även Ghazna, är en historiskt viktig stad i östra Afghanistan, omkring sexton mil sydväst om Kabul. Den är administrativ huvudort för provinsen Ghazni och beräknades 2015 ha mellan 119 000 och 143 000 invånare.
Sultan Mahmud av Ghazni utvidgade ghaznavidernas rike till att bli en stormakt på 1000-talet. Staden förblev en av Afghanistans viktigaste under ghuriderna, förstördes av mongolerna under Ögedei Khan, för att byggas upp igen under 1200-talet.[källa behövs]

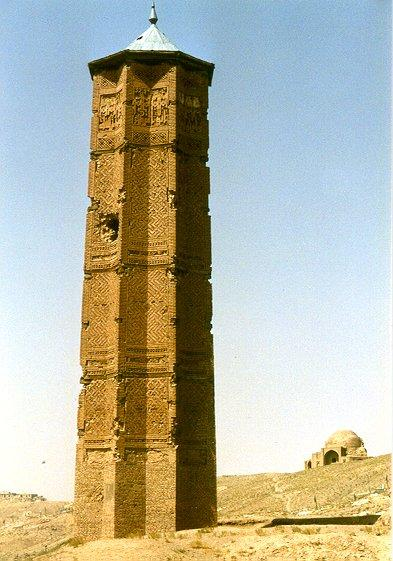
En av minareterna i Ghazni.

Ghazni är berömd för sina två minareter av tegel 
som byggdes på 1100-talet. De är rester av en moské och dekorerade med geometriska mönster. Minareterna  är 20 meter höga men har varit betydligt högre. De översta delarna  förstördes i en jordbävning år 1902.